# Darryl McCane
Pour les articles homonymes, voir McCane.
Darryl McCane est un acteur, réalisateur, scénariste, producteur et monteur américain né le 26 février 1963 à Oakland, Californie (États-Unis).

## Filmographie

### comme acteur
- 1993 : Steel Heel : Cop
- 1994 : Temptation : Lavell
- 1994 : The Girl in the Watermelon : Cop
- 1996 : Dogs: The Rise and Fall of an All-Girl Bookie Joint : Policeman
- 1999 : The Big Split : Lyle
- 2000 : Maybe

### comme réalisateur
- 1994 : Temptation
- 2000 : Maybe
- 2002 : Love Hurts

### comme scénariste
- 1993 : School Daze
- 1994 : Temptation
- 2000 : Maybe

### comme producteur
- 1993 : School Daze
- 1994 : Temptation
- 2000 : Maybe

### comme monteur
- 1993 : School Daze
- 2000 : Maybe